# Hon-Diapá
Hon-Diapá (Hon-dyapá, Hon-Dy, Hondiapa), jedna od brojnih skupina američkih Indijanaca porodice Catuquinean iz bazena Amazone u džunglama na jugu zapadnobrazilske države Amazonas. Hon-Diapá su govorili dijalektom jezika katukina te su srodni s Ben-Diapá i Tsohom Djapá (Tsunhum-Djapá) iz dolinwe rijeke Javari.